# ألبرت أدوماه
ألبرت دانكواه أدوماه (بالإنجليزية: Albert Danquah Adomah)‏ (مواليد 13 ديسمبر 1987) هو لاعب كرة قدم غاني بريطاني، يجيد اللعب في مركز الجناح الأيمن ويلعب أيضًا كجناح هجومي أيمن , ويلعب حاليًا لنادي ميدلسبروه الإنجليزي. وهو أصغر بيوم من زميله في المنتخب آدم لارسن كواراسي.

## روابط خارجية
- ألبرت أدوماه على موقع الاتحاد الدولي (مؤرشف)  (الإنجليزية)
- ألبرت أدوماه على موقع قاعدة بيانات كرة القدم.إي يو (الإنجليزية)
- ألبرت أدوماه على موقع ناشيونال فوتبول تيمز (الإنجليزية)
- ألبرت أدوماه على موقع Soccerbase.com (لاعب) (الإنجليزية)
- ألبرت أدوماه على موقع Soccerway.com (الإنجليزية)
- ألبرت أدوماه على موقع عالم كرة القدم.نت (الإنجليزية)
- ألبرت أدوماه على موقع AS.com (الإسبانية)